# Lancia Phedra
La Lancia Phedra è una autovettura monovolume di segmento D prodotta dal settembre 2002 al novembre 2010 dalla casa automobilistica italiana Lancia nello stabilimento Sevel Nord di Valenciennes in Francia.

## Storia
La prima generazione di Eurovan (come era anche noto il progetto dal quale sarebbero nate le quattro monovolume con marchi Citroën, Peugeot, FIAT e Lancia) ebbe un discreto successo, ma solo a sprazzi: le vetture erano troppo identiche tra di loro e mancavano quindi di una certa dose di personalità. Pertanto, la joint venture tra Gruppo Fiat e Gruppo PSA (nata parecchi anni prima per la realizzazione in comune di veicoli commerciali) riprese nuovamente vita per poter realizzare quattro nuove monovolume dal design più moderno, sia esternamente sia internamente, e soprattutto di differenziarle maggiormente l'una dall'altra. Il progetto prevedeva inoltre un allungamento del corpo vettura, a tutto vantaggio dello spazio interno. L'abitabilità interna era già buona sulla prima generazione, ma si decise di osare ancor di più per perfezionare le vetture da più punti di vista possibili. Come risultato nacquero quattro nuove monovolume, più grandi delle precedenti e più diversificate tra loro, specie nella zona del frontale.
La Phedra era la monovolume prodotta con il marchio Lancia, l'erede della Z in confronto alla quale presenta molte migliorie. Per cominciare era molto più elegante e più moderna, inoltre anche meccanicamente era migliorata, grazie all'adozione di nuovi propulsori e al miglioramento di quelli già esistenti e ripresi dalla prima generazione. La Phedra era progettata per dare la possibilità di viaggiare anche in otto in tutto comfort e sicurezza e con tanto spazio a disposizione per potersi muovere all'interno della vettura. Inoltre vi era la possibilità di modificare la sistemazione dei sedili, di rimuoverne alcuni, o di spostarli, in modo da adattarsi a ogni esigenza di carico. Era provvista di 60 vani portaoggetti, per ottimizzare al massimo il concetto di modularità. Per migliorare l'accessibilità dall'esterno le porte posteriori sono scorrevoli ed era disponibile anche l'apertura elettrica comandata da telecomando.
Anche la strumentazione, spostata al centro del cruscotto, ha subito notevoli migliorie, con un design molto più moderno. Per molte versioni era di serie il sistema infotelematico Connect Nav+ con telefono GSM e navigatore satellitare su schermo integrato da 7". I dispositivi di sicurezza erano a livello delle concorrenti e comprendono ABS, ESP e ASR con 6 airbag di serie. Dal posto guida è possibile bloccare l'apertura accidentale delle portiere posteriori e dei pannelli in cristallo del tetto apribile (optional a pagamento).

## Estetica
Rispetto alla Z, la Phedra è più grande, più elegante e con più personalità, si presenta con ingombri maggiori anche se il vantaggio dello spazio interno non è eccessivo rispetto alla vecchia Z. Il pianale di base era completamente inedito e non veniva condiviso con i veicoli commerciali (quali lo Scudo, l'Expert e il Jumpy sviluppato su di un altro pianale specifico); le sospensioni anteriori mantenevano lo schema MacPherson classico, mentre al posteriore veniva adottato un sistema a bracci tiranti con ruote indipendenti e barra stabilizzatrice. La trazione era anteriore.
Rispetto alle altre monovolume del progetto Eurovan la Phedra somiglia maggiormente alla Fiat Ulysse per via del frontale caratterizzato dai fari quadrangolari, ma anche tra di esse vi sono maggiori differenze rispetto alle precedenti generazioni: la versione Lancia è caratterizzata da due prese d'aria sul paraurti in un pezzo unico, mentre sulla cugina Ulysse sono tagliate in due da un baffo in tinta con la carrozzeria. I fari, inoltre, pur avendo un disegno simile, non sono esattamente uguali, visto che sulla Phedra sono costituiti anch'essi da un blocco unico, mentre sulla Ulysse sono divisi in due parti. Tali fari, assieme al cofano motore che sembra "avvolgere" la parte anteriore della vettura conferiscono robustezza all'insieme. Posteriormente, non abbiamo più i gruppi ottici quadrangolari che caratterizzavano un po' tutte le monovolume della prima generazione, ma abbiamo nuovi fari sottili e a sviluppo verticale. Dal 2005 si aggiunge la tinta Grigio Rossini e il sofisticato Perla Brunelleschi.
Da maggio 2007 è stata disponibile la versione DVD con impianto Car Entertainment e schermi LCD dietro i poggiatesta anteriori, unitamente a una nuova tinta marrone metallizzata e selleria di Alcantara bicolore.

## Meccanica
I propulsori con cui la Phedra è disponibile sono due motori di origine PSA da 1997 cm³ turbodiesel common rail (sigla DW10 ATED), con potenza massima di 109 cavalli e il 2.179 da 128 cavalli (sigla DW12TED4) che fanno raggiungere alla vettura velocità max di 180 e 190 km/h rispettivamente.
Nel 2006 il 2.0 Diesel da 109 CV è stato sostituito da due versioni potenziate a 120 CV (DW10D) e 136 CV (DW10C) con FAP di serie. Entrambi i motori a gasolio possiedono una distribuzione a quattro valvole per cilindro e sulle versioni Euro 4 viene adottato il filtro antiparticolato FAP di origine francese.
Il motore benzina era un 2,0 litri 16V da 136 CV affiancato da un più grande 3,0 litri V6 da 204 CV disponibile esclusivamente con trasmissione automatica. I due motori benzina erano anch'essi francesi. Il cambio era un manuale a 6 marce, ma su alcune versioni era previsto un cambio automatico a sei rapporti in grado di adattarsi al tipo di guida del conducente.

## Restyling 2008

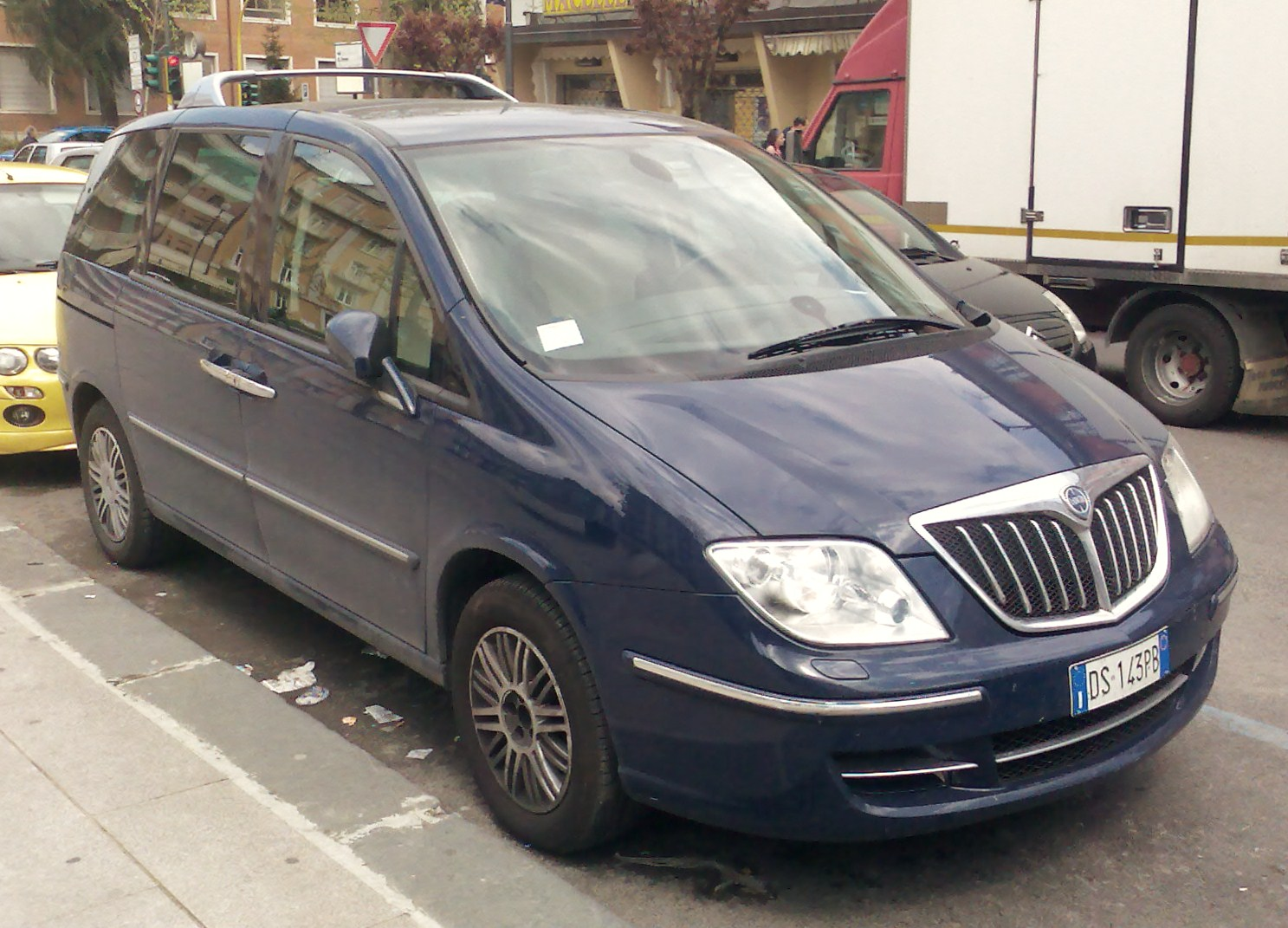
Vista di una Phedra ristilizzata

A gennaio del 2008 viene presentato il restyling e la commercializzazione è iniziata immediatamente a seguire. Sulla Phedra ristilizzata debutta anche il nuovo 2,2 litri Diesel con doppio turbocompressore (codice motore DW12BTED4) e FAP sempre prodotto da PSA erogante 170 cavalli, che accelera da 0 a 100 km/h in 10,8 secondi e raggiunge i 200 km/h di velocità massima, con cambio automatico o manuale, entrambi a 6 marce. Le Phedra 2.2 biturbo Diesel vengono identificate dalla targhetta 170 HP applicata sul bagagliaio. Restano in listino i motori 2.0 Diesel da 120 e 136 CV mentre escono di scena i due benzina 2.0 16V e 3.0 V6.
Sono rinnovati i rivestimenti interni, più curati e lussuosi, nuovo alcantara Starlite e pelle bicolore. Aggiornato anche il sistema di navigazione satellitare. Nuove tinte anche per la carrozzeria insieme alla comparsa del nuovo marchio, più sporgente e visibile che ora compare anche sul montante medio-posteriore della fiancata, insieme al nuovo logo Phedra stilizzato e riposizionato in alto. Invariati i gruppi ottici, la calandra subisce l'evoluzione delle ultime Lancia (come la Musa ristilizzata e la recente Delta del 2008): diventa più stilizzata ed elegante aggiungendo dinamicità insieme alle nuove prese d'aria leggermente modificate. Inoltre vengono introdotte nuove tinte per la carrozzeria e nuovi cerchi bicolore da 16" di serie per tutte le versioni.
La produzione della Lancia Phedra è stata definitivamente sospesa alla fine dell'anno 2010 dopo 45 419 esemplari prodotti; la Phedra si è dimostrata più apprezzata dal pubblico, infatti la precedente Z era stata prodotta in soli 22 014 esemplari.

## Erede
Dal 2011, dopo il lancio al Salone di Ginevra, l'erede completamente nuova è derivata dalla Chrysler Grand Voyager, a seguito del ritiro del marchio Chrysler dall'Europa continentale in favore di quello Lancia che ne rileva tutte le attività europee di vendita e assistenza. Nasce così, rivista esteticamente e in maniera più profonda internamente e sul comparto tecnico per dinamica e sicurezza, la nuova Lancia Voyager.

## Motorizzazioni
| Modello              | Disponibilità        | Motore  | Cilindrata (cm³) | Potenza massima | Coppia massima (Nm) | Emissioni CO2 (g/km) | 0–100 km/h (secondi) | Velocità max (km/h) | Consumo medio (km/l) |
| 2.0 16V              | dall'esordio al 2005 | Benzina | 1997             | 100 kW (136 CV) | 190                 | 218                  | 11,2                 | 185                 | 10,4                 |
| 3.0 V6 24V aut.      | dall'esordio al 2005 | Benzina | 2946             | 150 kW (204 CV) | 285                 | 275                  | 10,2                 | 205                 | 8,2                  |
| 2.0 JTD aut. FAP     | dal 2003 al 2006     | Diesel  | 1997             | 79 kW (109 CV)  | 270                 | 186                  | 13,5                 | 170                 | 13,0                 |
| 2.0 Multijet 120     | dal 2006 al 2010     | Diesel  | 1997             | 88 kW (120 CV)  | 300                 | 182                  | 12,9                 | 180                 | 13,9                 |
| 2.0 Multijet 136     | dal 2006 al 2010     | Diesel  | 1997             | 100 kW (136 CV) | 320                 | 188                  | 11,4                 | 190                 | 13,5                 |
| 2.2 JTD              | dall'esordio al 2006 | Diesel  | 2179             | 94 kW (128 CV)  | 314                 | 199                  | 12,6                 | 182                 | 12,9                 |
| 2.2 Multijet Biturbo | dal 2008 al 2010     | Diesel  | 2179             | 125 kW (170 CV) | 370                 | 191                  | 10,0                 | 200                 | 13,3                 |